# Stegastes adustus
Espèce
Statut de conservation UICN

 LC  : Préoccupation mineure
Stegastes adustus est une espèce de poissons de la famille des Pomacentridae.

## Description
- Taille : 15 cm.
- Répartition : ouest de l'Amérique centrale.
- C'est une espèce recherchée par les aquariophiles.

## Philatélie
Ce poisson figure sur une émission de Cuba de 1999 (valeur faciale : 65 c.).